# Zagrebačka nogometna zona – Jug 1978./79.
Zagrebačka nogometna zona – Jug  je bila jedna od dvije skupine Zagrebačke zone, te liga četvrtog stupnja nogometnog prvenstva Jugoslavije u sezoni 1978./79. 
 
Sudjelovalo je 14 klubova, a prvak je bila "Trešnjevka" iz Zagreba. 

## Ljestvica
| mj. | klub                      | ut. | pob. | ner. | por. | gol+ | gol- | bod |
| --- | ------------------------- | --- | ---- | ---- | ---- | ---- | ---- | --- |
| 1.  | Trešnjevka Zagreb         | 26  | 14   | 11   | 1    | 44   | 11   | 39  |
| 2.  | Mladost Petrinja          | 26  | 14   | 7    | 5    | 44   | 25   | 35  |
| 3.  | Hidroelektra Zagreb       | 26  | 11   | 9    | 6    | 48   | 30   | 31  |
| 4.  | Jugokeramika Zaprešić     | 26  | 12   | 6    | 8    | 48   | 41   | 30  |
| 5.  | INA (Sisak – Novo Pračno) | 26  | 14   | 2    | 10   | 48   | 50   | 30  |
| 6.  | TPK Zagreb                | 26  | 10   | 9    | 7    | 37   | 27   | 29  |
| 7.  | Dubrava Zagreb            | 26  | 11   | 6    | 9    | 36   | 38   | 28  |
| 8.  | Duga Resa                 | 26  | 10   | 6    | 10   | 42   | 33   | 26  |
| 9.  | Metalac Zagreb            | 26  | 8    | 8    | 10   | 27   | 30   | 24  |
| 10. | Kemičar Zagreb            | 26  | 6    | 12   | 8    | 29   | 34   | 24  |
| 11. | Ilovac Karlovac           | 26  | 9    | 3    | 14   | 40   | 50   | 21  |
| 12. | Radnik Velika Gorica      | 26  | 5    | 10   | 11   | 39   | 47   | 20  |
| 13. | Sloga Novoselec           | 26  | 4    | 8    | 14   | 26   | 59   | 16  |
| 14. | Mladost Zabok             | 26  | 4    | 3    | 19   | 30   | 63   | 11  |

## Rezultatska križaljka
| kratica | klub                      | DUB | DUGR | HID | ILO | INA | JUG | KEM | MET | MLAP | MLAZ | RAD | SLO | TPK | TRE |
| --- | ------------------------- | --- | ---- | --- | --- | --- | --- | --- | --- | ---- | ---- | --- | --- | --- | --- |
| DUB | Dubrava Zagreb            |     |      |     |     |     |     |     |     |      |      |     |     |     |     |
| DUGR | Duga Resa                 |     |      |     |     |     |     |     |     |      |      |     |     |     |     |
| HID | Hidroelektra Zagreb       |     |      |     |     |     |     |     |     |      |      |     |     |     |     |
| ILO | Ilovac Karlovac           |     |      |     |     |     |     |     |     |      |      |     |     |     |     |
| INA | INA (Sisak – Novo Pračno) |     |      |     |     |     |     |     |     |      |      |     |     |     |     |
| JUG | Jugokeramika Zaprešić     |     |      |     |     |     |     |     |     |      |      |     |     |     |     |
| KEM | Kemičar Zagreb            |     |      |     |     |     |     |     |     |      |      |     |     |     |     |
| MET | Metalac Zagreb            |     |      |     |     |     |     |     |     |      |      |     |     |     |     |
| MLAP | Mladost Petrinja          |     |      |     |     |     |     |     |     |      |      |     |     |     |     |
| MLAZ | Mladost Zabok             |     |      |     |     |     |     |     |     |      |      |     |     |     |     |
| RAD | Radnik Velika Gorica      |     |      |     |     |     |     |     |     |      |      |     |     |     |     |
| SLO | Sloga Novoselec           |     |      |     |     |     |     |     |     |      |      |     |     |     |     |
| TPK | TPK Zagreb                |     |      |     |     |     |     |     |     |      |      |     |     |     |     |
| TRE | Trešnjevka Zagreb         |     |      |     |     |     |     |     |     |      |      |     |     |     |     |
| |                           |     |      |     |     |     |     |     |     |      |      |     |     |     |     |
| podebljan rezultat - utakmice od 1. do 13. kola (1. utakmica između klubova) rezultat normalne debljine - utakmice od 14. do 26. kola (2. utakmica između klubova) rezultat nakošen - nije vidljiv redoslijed odigravanja međusobnih utakmica iz dostupnih izvora rezultat smanjen * - iz dostupnih izvora nije uočljiv domaćin susreta prekrižen rezultat - poništena ili brisana utakmica p - utakmica prekinuta 3:0 p.f. / 0:3 p.f. - rezultat 3:0 bez borbe |                           |     |      |     |     |     |     |     |     |      |      |     |     |     |     |

 Izvori:

## Unutarnje poveznice
- Hrvatska liga – Sjever 1978./79.
- Zagrebačka zona – Sjever 1978./79.
- Međuopćinska liga Kutina – Ivanić-Grad – Novska 1978./79.